# Портрет Михаила Богдановича Барклая де Толли
«Портрет Михаила Богдановича Барклая де Толли» — картина Джорджа Доу из Военной галереи Зимнего дворца.
Картина представляет собой полноростовой портрет генерал-фельдмаршала князя Михаила Богдановича Барклая де Толли из состава Военной галереи Зимнего дворца.
В 1812 году генерал от инфантерии Барклай де Толли занимал должность военного министра, а перед началом Отечественной войны 1812 года возглавил 1-ю Западную армию и лично руководил действиями армии во многих сражениях при отступлении к Москве, при Бородино командовал центром и правым флангом русской позиции и за отличие был удостоен ордена Св. Георгия 2-го класса; после оставления Москвы «по болезни» покинул армию. Во время Заграничных походов 1813 и 1814 годов сначала командовал 3-й Западной армией, а после присоединения Пруссии к союзникам по Шестой коалиции возглавил объединённую русско-прусскую Богемскую армию, за Кульмский бой награждён орденом Св. Георгия 1-го класса, а за отличие в Битве народов под Лейпцигом получил графский титул. В кампании 1814 года руководил войсками во многих сражениях и за взятие Парижа был произведён в генерал-фельдмаршалы. В кампании Ста дней был главнокомандующим русскими войсками во Франции и по окончательном изгнании Наполеона, во время общего смотра союзных войск в Вертю, был возведён в княжеское достоинство.
Изображён на фоне Парижа в генеральском мундире, введённом для пехотных генералов 7 мая 1817 года, с генеральской шляпой в руках, через плечо переброшены Владимирская, Георгиевская и поверх них Андреевская ленты. На шее кресты австрийского Военного ордена Марии Терезии 1-й степени, прусского ордена Красного орла 1-й степени и нидерландского Военного ордена Вильгельма 1-й степени; справа на груди серебряная медаль «В память Отечественной войны 1812 года» на Андреевской ленте и звёзды орденов Св. Андрея Первозванного, Св. Георгия 1-го класса и Св. Владимира 1-й степени, а также знак шведского Военного ордена Меча 1-й степени; справа внизу под локтем переброшенные через плечо ленты скреплены крестом ордена Св. Георгия 1-го класса, рядом с которым виден эфес золотой шпаги. Внизу левее центра над камнем подпись художника и дата: Geo Dawe R. A. Pinxt 1829. Первоначально на раме была закреплена табличка с подписью: Графъ М. Б. Барклай де-Толли, Генералъ Фельдмаршалъ, в советское время табличка была заменена на следующую: Барклай де Толли М. Б. 1761—1818 фельдмаршал. Работы Джорджа Доу 1829 г.
Обстоятельства создания портрета не установлены. Согласно авторской подписи, портрет был написан в 1829 году, однако сам Доу из-за отъезда в Лондон и последующей смерти не успел его передать в Эрмитаж. Портрет был сдан в Эрмитаж лишь в мае 1833 года зятем Доу Т. Райтом после уплаты ему гонорара в размере 8000 рублей. Авторская дата не согласуется с другой картиной Доу: на портрете штабс-капитана Роты дворцовых гренадер В. М. Лаврентьева, написанном в 1828 году, Лаврентьев изображён в Военной галерее на фоне портрета Барклая-де-Толли. Также в воспоминаниях английского врача О. Гранвилла, посетившего в декабре 1827 года Военную галерею имеется следующее замечание: «Великий князь Константин и три фельдмаршала русской армии, Кутузов, Барклай де Толли и герцог Веллингтон, представлены во весь рост и занимают заметное место в галерее». Однако и все остальные ростовые портреты датируются также 1829 годом (за исключением портрета Константина Павловича, который написан был Т. Райтом ещё позже) и официально были переданы в Эрмитаж Райтом в 1833 году. А. А. Подмазо объясняет эту неувязку тем, что эти портреты были временно выставлены в Военной галерее к её открытию в незаконченном виде и впоследствии были возвращены художнику для доработки. Возможно, и сам Гранвилл напутал и видел их лишь в мастерской Доу.
Практически сразу Доу написал уменьшенное авторское повторение галерейного портрета с несколько изменённым пейзажем, это повторение находится в собрании Бородинского военно-исторического музея-заповедника (холст, масло, 105 × 75 см, инвентарный № Ж-117)
Поскольку Барклай де Толли скончался в 1818 году, ещё до приезда Доу в Россию, то художник в работе использовал портрет-прототип. Д. А. Ровинский первым отметил, что работа Доу имеет заметное сходство с гравированным портретом Барклая работы К. А. Зенффа. Эта гравюра датируется Ровинским 1816 годом, один из её оттисков имеется в собрании Эрмитажа (бумага, гравюра пунктиром, 49 × 36 см, инвентарный № ЭРГ-336). Возможно, что эта гравюра была создана значительно раньше: в собрании Государственного музея А. С. Пушкина на Пречистенке имеется живописная копия с гравюры работы неизвестного художника (холст, масло, 30,9 × 26,8 см, инвентарный № ОР-1273), в музее она датируется 1816—1820 годами, однако А. А. Подмазо, воспроизводя в своей книге репродукцию этого портрета, датирует его 1814 годом.
Галерейный портрет Барклая де Толли послужил Г. Э. Доу прототипом для изготовления гравюр, два известных типа этих гравюр были описаны Ровинским.
В 1840-х годах по рисунку Гудлета и Моррисона с портрета была сделана литография, опубликованная в книге «Император Александр I и его сподвижники» и впоследствии неоднократно репродуцированная.
В. М. Глинка, описывая галерейный портрет М. Б. Барклая-де-Толли, отмечал:

Портрет Барклая де Толли работы Доу относится, как и портрет Кутузова, к числу лучших произведений художника. Образ Барклая на этом портрете проникнут сдержанным лиризмом. Высокая, затянутая в узкий мундир фигура погруженного в задумчивость полководца одиноко вырисовывается на фоне лагеря русских войск под Парижем и далёкого неба, ещё затемнённого тяжёлой тучей — последним отзвуком отшумевшей грозы.

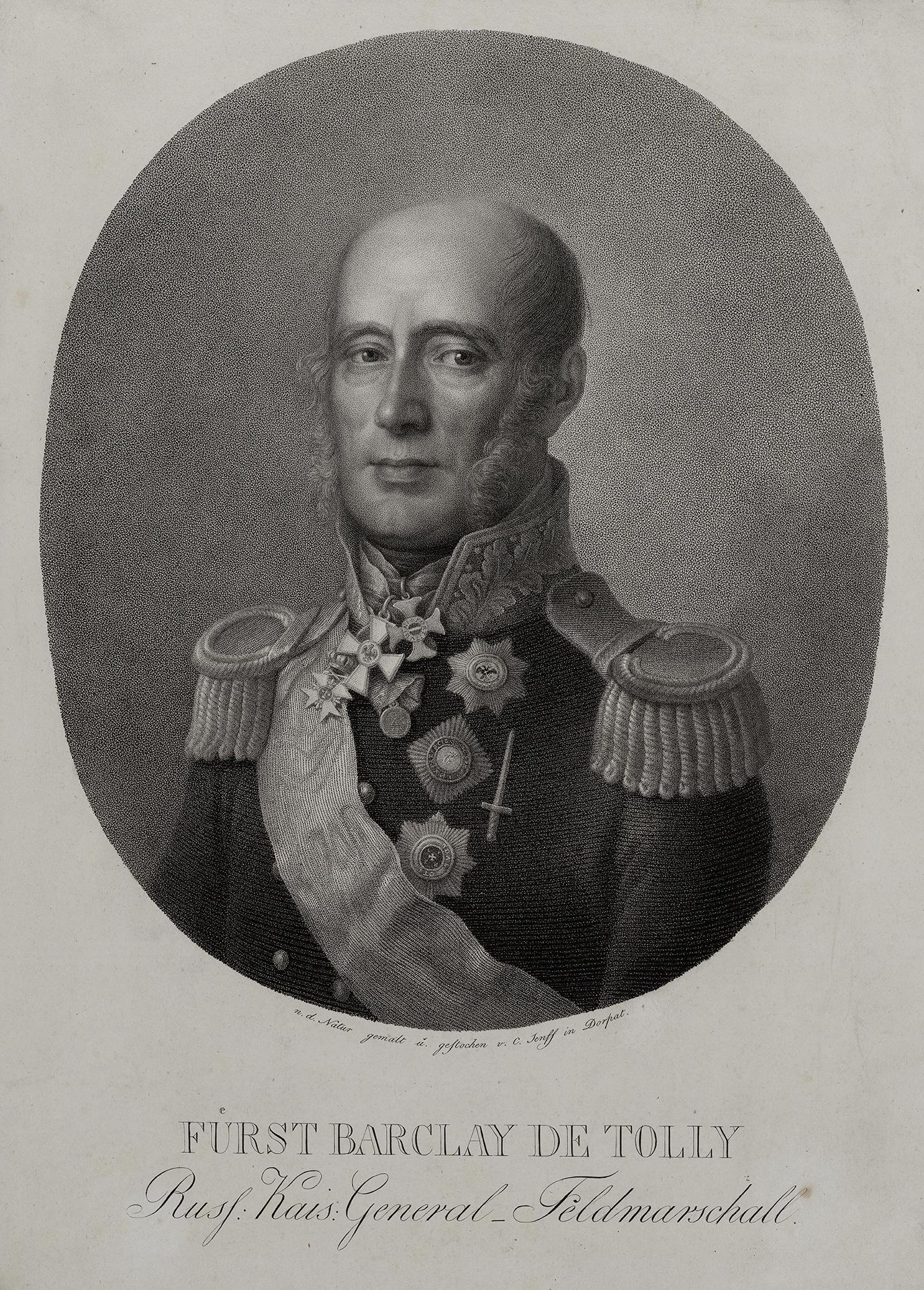
Гравюра К. А. Зенффа. Эрмитаж
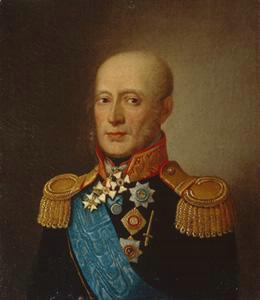
Живописная копия с гравюры Зенффа. Музей Пушкина на Пречистенке
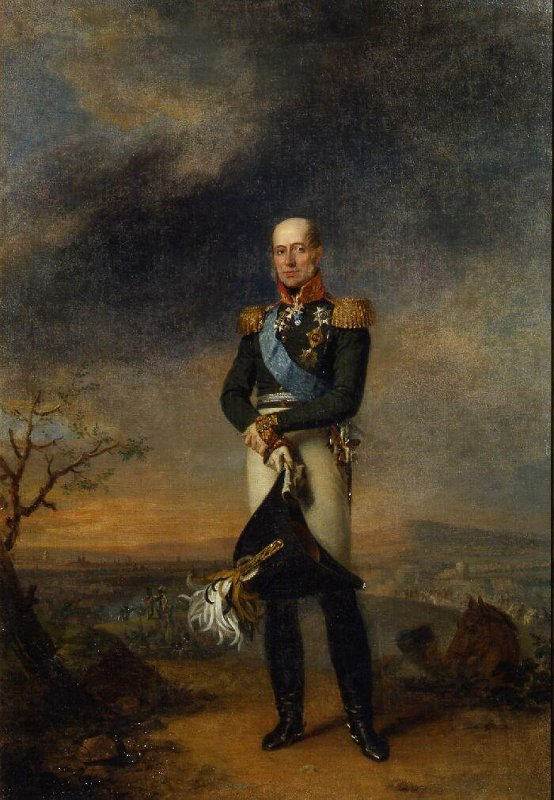
Вариант портрета из Бородинского музея-заповедника
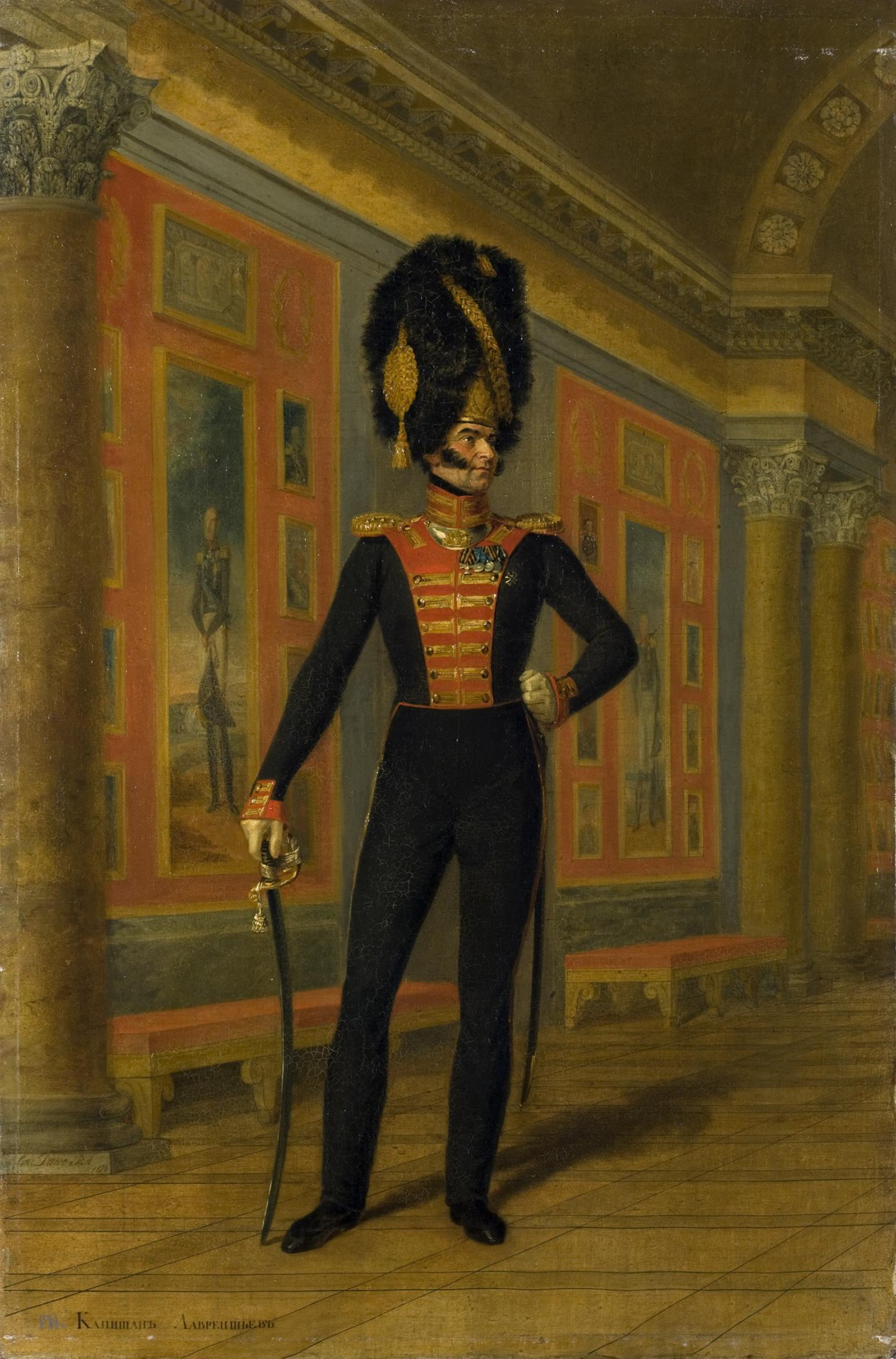
Портрет В. М. Лаврентьева. 1828 год. Эрмитаж. Слева на фоне показан портрет Барклая-де-Толли